# Sigi Siegert
Sigi Siegert (* 1953 in Püttlingen) ist eine deutsche Schauspielerin und Theatermacherin.

## Leben und Karriere
Siegert wurde 1953 im saarländischen Püttlingen geboren. Sie besuchte die Schauspielschule in Saarbrücken und machte ihr Fachabitur. Sie gründete die Kinder- und Jugendtheatergruppe Bühnenflöhe. Dort führte sie fünf Jahre Regie und Inszenierung. 1989 gründete sie gemeinsam mit einer Partnerin Theater Impuls. Gemeinsam mit ihrem Ehemann wandelte sie es 1991 in ein politisches Theater namens Sog. Theater um. Hier wurden vor allem selbstgeschriebene Stücke aufgeführt. 1993 gründete sie zusammen mit ihrem Mann das Theater Blaue Maus. Dort tritt sie überwiegend mit ihrer Paraderolle Hedwig auf.
Sie ist Mitglied der Schauspielgruppe Gruppe 63 im Saarland.

## Filmrollen
Zunächst spielte sie 1999 in Tach, Herr Dokter! – Der Heinz-Becker-Film eine Nebenrolle. Von 2001 bis 2004 spielte sie in Familie Heinz Becker Roswitha Maier, die Ehefrau vom Maier Kurt, der von Henning Hoffsten gespielt wurde. Hoffsten und Siegert kannten sich schon von gemeinsamen Theaterstücken. So spielte Hoffsten den Mann von Hedwig. 2007 spielte sie im Film Das Baby eine Hauptrolle als Kinderärztin.

## Filmographie
- 1998: Familie Heinz Becker – Der Hausball – Cameo
- 1999: Tach, Herr Dokter! – Der Heinz-Becker-Film
- 2000: Forsthaus Falkenau – Hochzeit
- 2000: Harte Jungs
- 2001–2004: Familie Heinz Becker – als ‚Roswitha Maier‘
- 2007: Das Baby
- 2009: SOKO 5113 – Das letzte Abendmahl